# 스타일 (맥주)

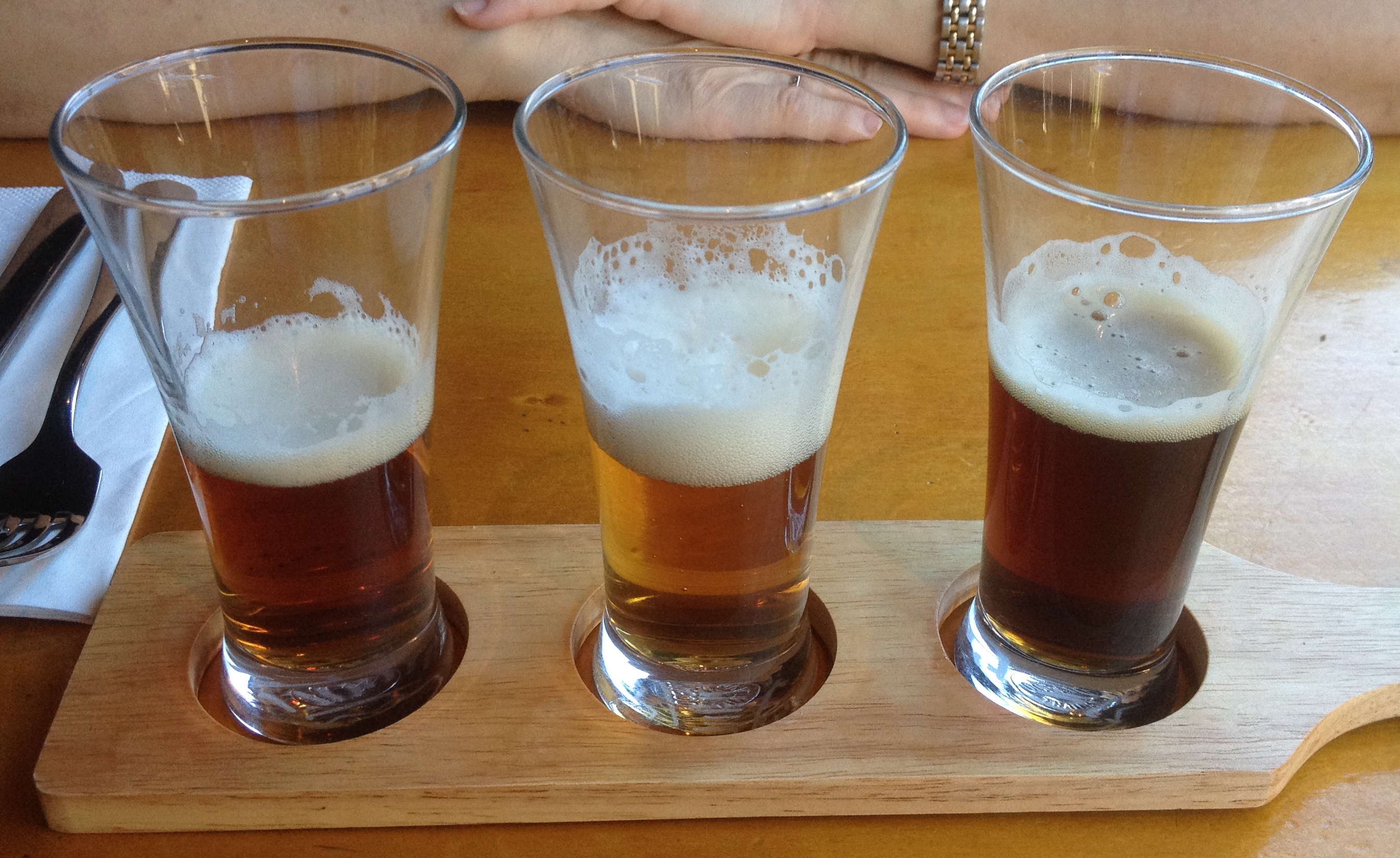

스타일 또는 맥주 스타일은 색상, 맛, 도수, 성분, 생산 방법, 제조법, 역사 또는 원산지와 같은 요소로 맥주를 구분하고 분류하기 위해 쓰이는 용어이다.
맥주 스타일은 맥주를 색상, 풍미, 강도, 재료, 생산 방법, 조리법, 역사 또는 원산지별로 구분하고 분류한다.
맥주 스타일의 현대적 개념은 작가 마이클 잭슨의 1977년 저서 맥주로의 세계 가이드(The World Guide To Beer)에 기반을 두고 있다. 1989년에 프레드(Fred Eckhardt)는 The Essentials of Beer Style을 출판하는 잭슨의 업적을 발전시켰다. 맥주 스타일에 대한 체계적인 연구는 현대적 현상이지만, 다양한 종류의 맥주를 구별하는 관행은 기원전 2000년까지 거슬러 올라가는 아주 오래된 것이다.
맥주 스타일을 구성하는 요소에는 출처, 지역 전통, 재료, 향, 외관, 풍미 및 입맛이 포함될 수 있다. 풍미에는 홉, 볶은 보리 또는 허브와 같은 고미제로 인한 맥주의 쓴맛 정도, 그리고 맥주에 존재하는 설탕의 단맛이 포함될 수 있다.